# Let Me Entertain You
«Let Me Entertain You» es una canción del grupo británico Queen, compuesta por el vocalista Freddie Mercury para el álbum Jazz. Es la canción que cierra el lado A del disco, y trata sobre una noche de fiesta y excesos. La frase "we'll sing to you in Japanese" hace referencia a la canción «Teo Torriatte (Let us Cling Together)», del álbum A Day at the Races. Además, la canción «The Hitman» se basó en el riff de esta canción.
«Let Me Entertain You» fue parte del repertorio de la banda en los conciertos entre 1978 y 1982 ocupando el segundo lugar en el set de canciones tras «We Will Rock You». Tras formar parte de la gira por el continente europeo de este último año no fue utilizada en el tramo británico. No volvió a ser interpretada por el grupo.
En el canal de YouTube de la banda se encuentra disponible la versión realizada en el álbum Queen Rock Montreal de 2007 grabado en 1981.